# 히로시마 뉴스 645
히로시마 뉴스 645(ひろしまニュース845)는 NHK 히로시마 방송국에서 제작되어 방영되고 있는 주말 뉴스 프로그램이다. 방송시간은 토요일,일요일,공휴일 저녁 6시 45분 ~ 7시까지 15분간 방송을 한다.